# Li Tong
Li Tong (22 de julio de 1988) es una deportista china que compitió en remo. Ganó una medalla de plata en el Campeonato Mundial de Remo de 2006, en la prueba de cuatro sin timonel.

## Palmarés internacional
| Campeonato Mundial | Campeonato Mundial | Campeonato Mundial | Campeonato Mundial |
| Año                | Lugar              | Medalla            | Prueba             |
| ------------------ | ------------------ | ------------------ | ------------------ |
| 2006               | Eton (Reino Unido) | Medalla de plata   | Cuatro sin timonel |